# Harmsenbrug
Die Harmsenbrug ist eine Straßenbrücke über den Hartelkanal im Hafen Rotterdam und verbindet die niederländischen Gemeinden Rotterdam und Voorne aan Zee in der Provinz Zuid-Holland. Die 1968 fertiggestellte Schrägseilbrücke mit Klappbrücke führt vier Fahrstreifen des Rijksweg 57 und verbindet Brielle im Süden mit dem Hafengebiet Europoort im Norden, wo Anschluss an die Autobahn A15 besteht. Ein separater Weg für Kleinkrafträder und Fahrräder führt seit 2011 auf der Ostseite über eine an der Brücke angebrachte zusätzliche Stahlkonstruktion mit eigener Klappbrücke. Benannt ist die Brücke nach dem ehemaligen Generaldirektor Willem Harmsen (1886–1954) der niederländischen Behörde für den Bau und Unterhalt der Straßen und Wasserwege Rijkswaterstaat.

## Geschichte

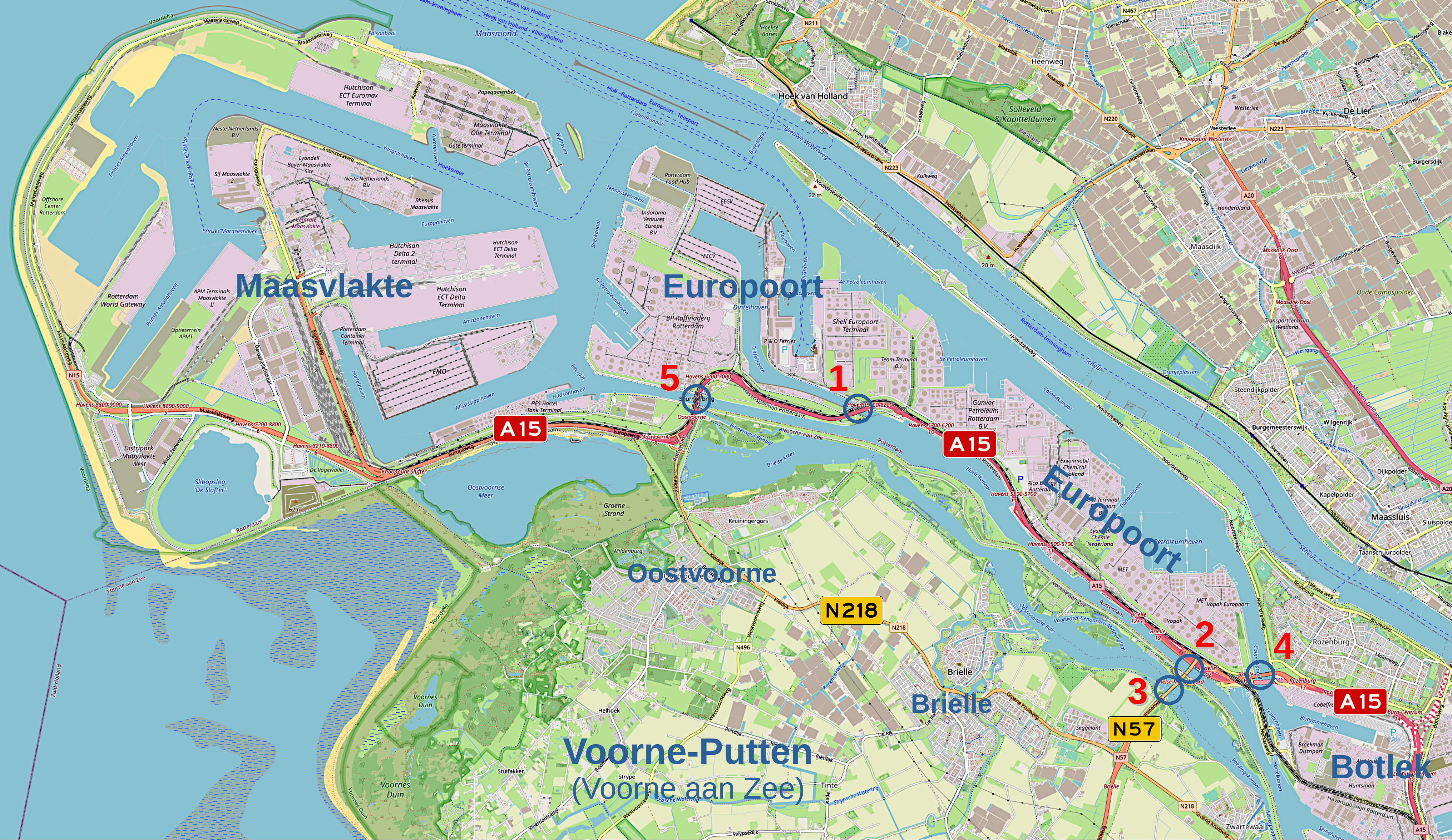
Brücken zum Europoort (errichtet 1964–1972):
(1) Dintelhavenbrug, (2) Harmsenbrug, (3) Brielsebrug,
(4) Calandbrug, (5) Suurhoffbrug

Ende der 1950er Jahre begann die Erweiterung des Hafens Rotterdam Richtung Westen bis zur Nordsee mit dem Bau des Europoorts (1958–1964) auf der Insel Rozenburg und der Maasvlakte (1964–1974) an der Mündung des Nieuwe Waterweg. In diesem Zuge wurde im Norden für die Zufahrt zum Tiefwasserhafen Europoort der Euro-Maasgeul und als Verlängerung parallel zum Nieuwe Waterweg der Calandkanal gebaut. Im Süden entstand gleichzeitig für die Binnenschifffahrt entlang der ehemaligen Brielse Maas (heute der Binnensee Brielse Meer) der Hartelkanal, wodurch die Binnenschifffahrt räumlich besser von der Seeschifffahrt getrennt wurde. Um den Europoort an das Verkehrsnetz anzuschließen war der Bau mehrerer Brücken nötig. Auf der Ostseite entstand bis 1969 die Calandbrug als Verbindung über den Calandkanal zum Hafengebiet Botlek. Auf der Südseite wurden von West nach Ost über den Hartelkanal die Suurhoffbrug (1972), die Dintelhavenbrug (1964) und die Harmsenbrug (1968) sowie als Verlängerung dieser über das Brielse Meer die Brielsebrug (1968) errichtet. Auf der Nordseite des Europoorts gibt es über den Nieuwe Waterweg und den Calandkanal keine Brücke.
Für die 230 Meter lange Harmsenbrug wurde eine Kombination aus einer Schrägseilbrücke mit anschließender Klappbrücke gewählt. Es war die erste Schrägseilbrücke der Niederlande und durch die einhüftige unsymmetrische Bauform mit einem Pylon auf der Brückenachse ließ sich auf der Nordhälfte eine 100 m Breite Öffnung für die Binnenschifffahrt erreichen. Zudem war es dadurch möglich das Brückendeck zum Widerlager hin zu verbreitern, was die beidseitig abbiegende Straßenführung in Richtung Europoort unterstützte. Die Brücke wurde 1967–1968 errichtet, die Eröffnung fand am 31. Oktober 1968 durch den Bürgermeister von Rotterdam Willem Thomassen statt.

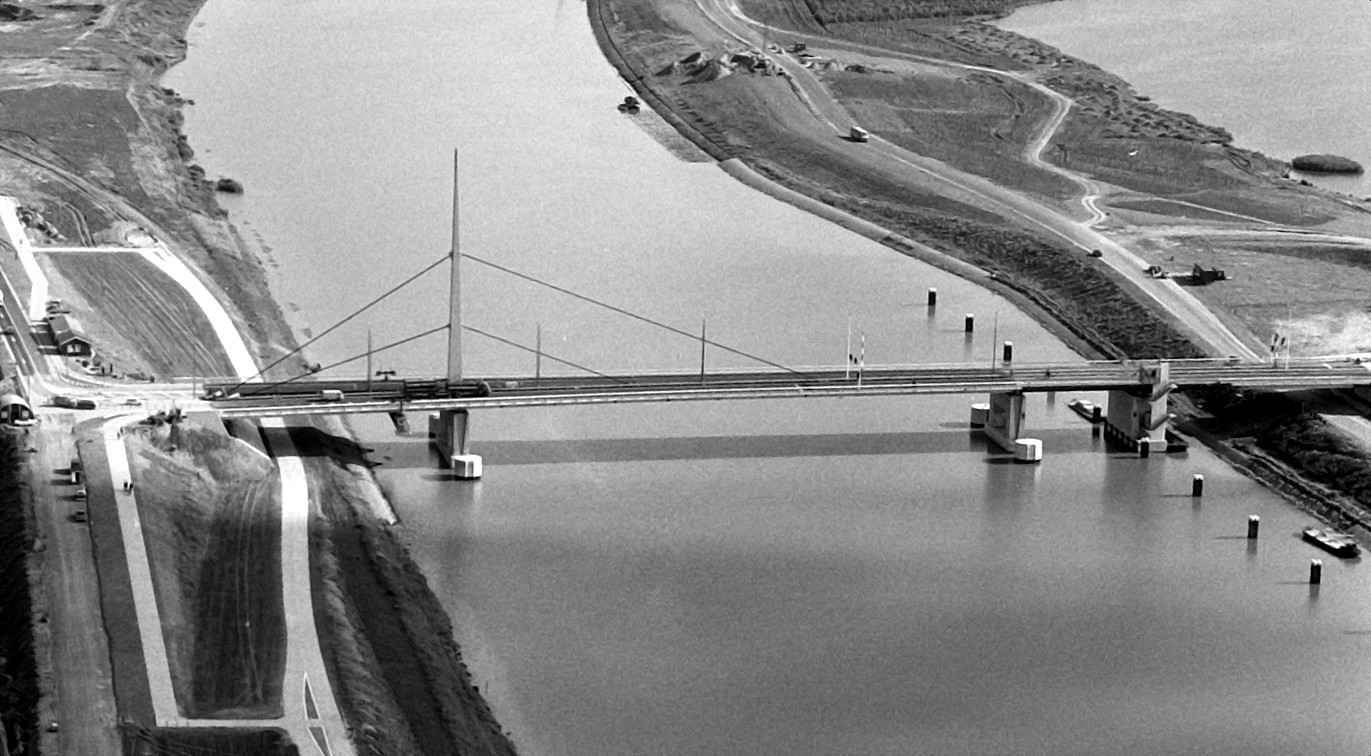
Die Harmsenbrug kurz nach ihrer Fertigstellung 1968, Blick nach Südost
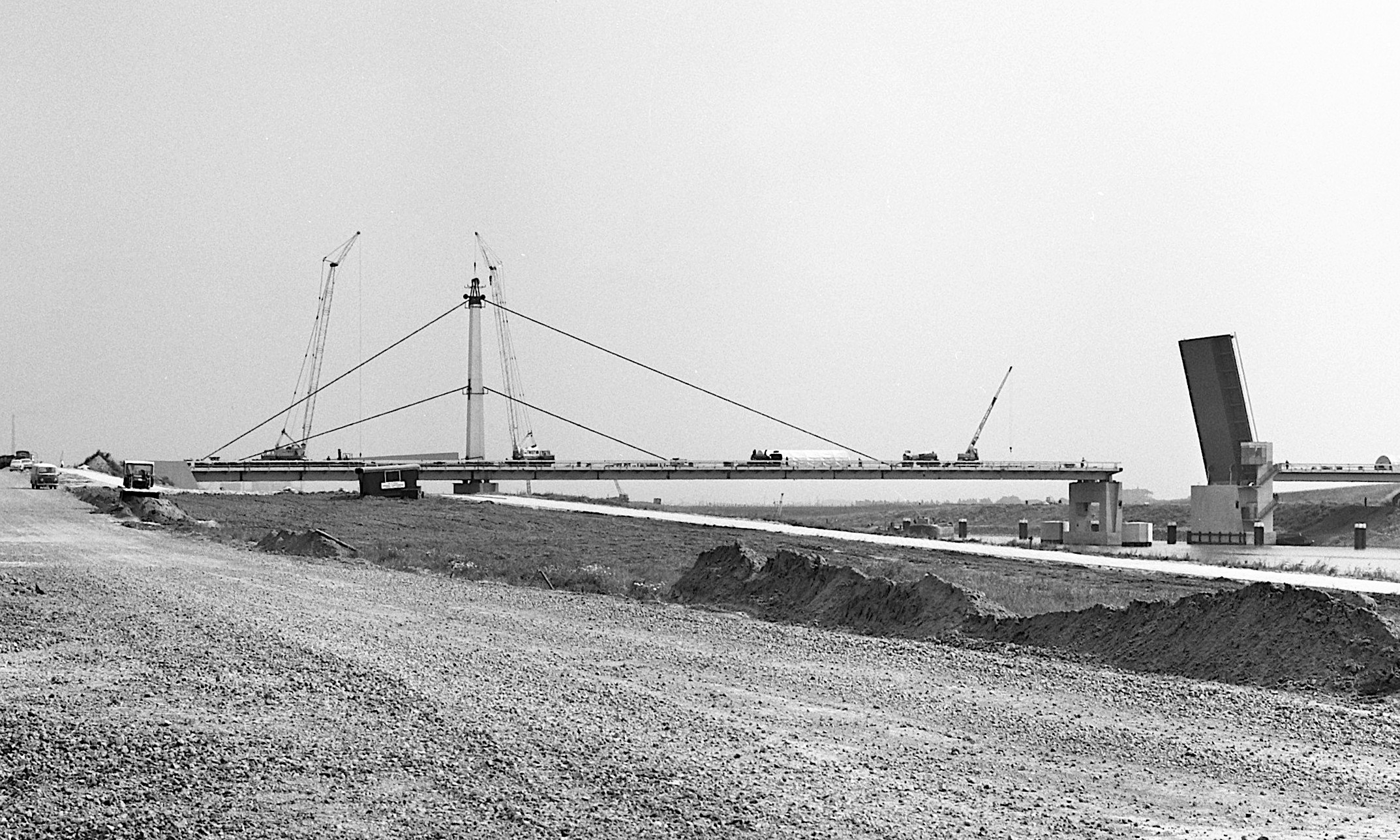
Errichtung der Brücke ca. 1968, Klappbrücke geöffnet
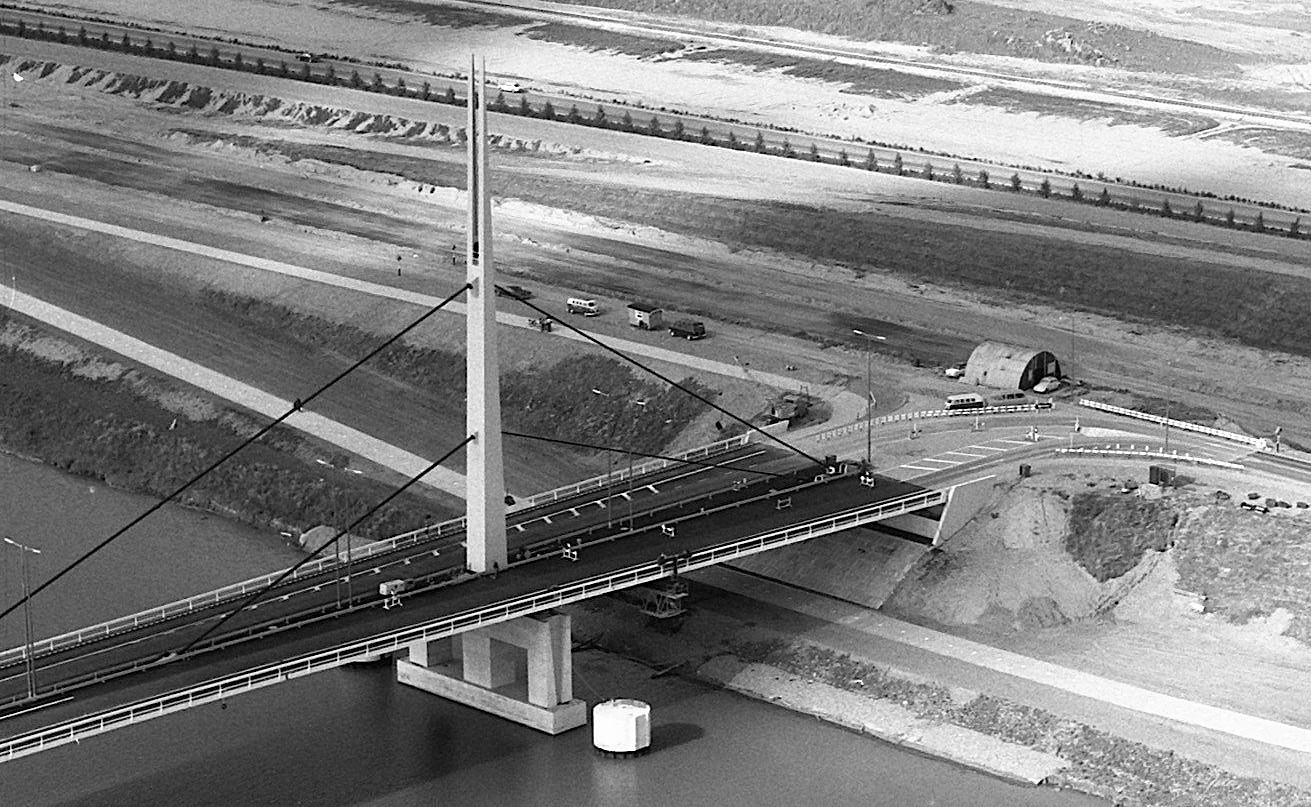
Verbreiterung des Brückendecks auf der Nordseite

Die Brücken zum Europoort wurden über die Jahre für den stark gestiegenen Seehafenhinterlandverkehr umfassend erweitert oder durch größere Konstruktionen ersetzt. Die Suurhoffbrug und Dintelhavenbrug sind zusammen mit dem parallel zur Calandbrug verlaufenden Thomassentunnel seit den 2000er Jahren Teil der Autobahn A15. Die Harmsenbrug und Brielsebrug sind die Verbindung zur Insel Voorne-Putten im Süden und führen den Rijksweg 57, der Anschluss an den zwischen Oostvoorne und Spijkenisse parallel zur A15 verlaufenden Provinciale weg 218 (N218) bietet. Durch den Bau der A15 und des Thomassentunnels war für den Verlauf der vier Fahrstreifen der Autobahn eine Verlängerung der Harmsenbrug auf der Nordseite nötig, wofür das ehemalige Widerlager 2003 zu einem Brückenpfeiler umgebaut und zwischen diesem und dem neuen Widerlager eine zusätzliche etwa 40 Meter lange Balkenbrücke errichtet wurde. Um den Verkehr auf die Insel Voorne-Putten zu verbessern wurde 2015 der Radweg der Harmsenbrug zu einem zusätzlichen Fahrstreifen umgewandelt und die Brücke verstärkt. Radfahrer können seit 2011 eine separate Stahlkonstruktion mit eigener Klappbrücke an der Ostseite der Brücke nutzen. Als Zufahrt auf der Nordseite dient eine etwa 300 Meter lange Rampe am Ufer des Hartelkanals, die in Höhe des Pylons an die Brücke anschließt.

## Beschreibung

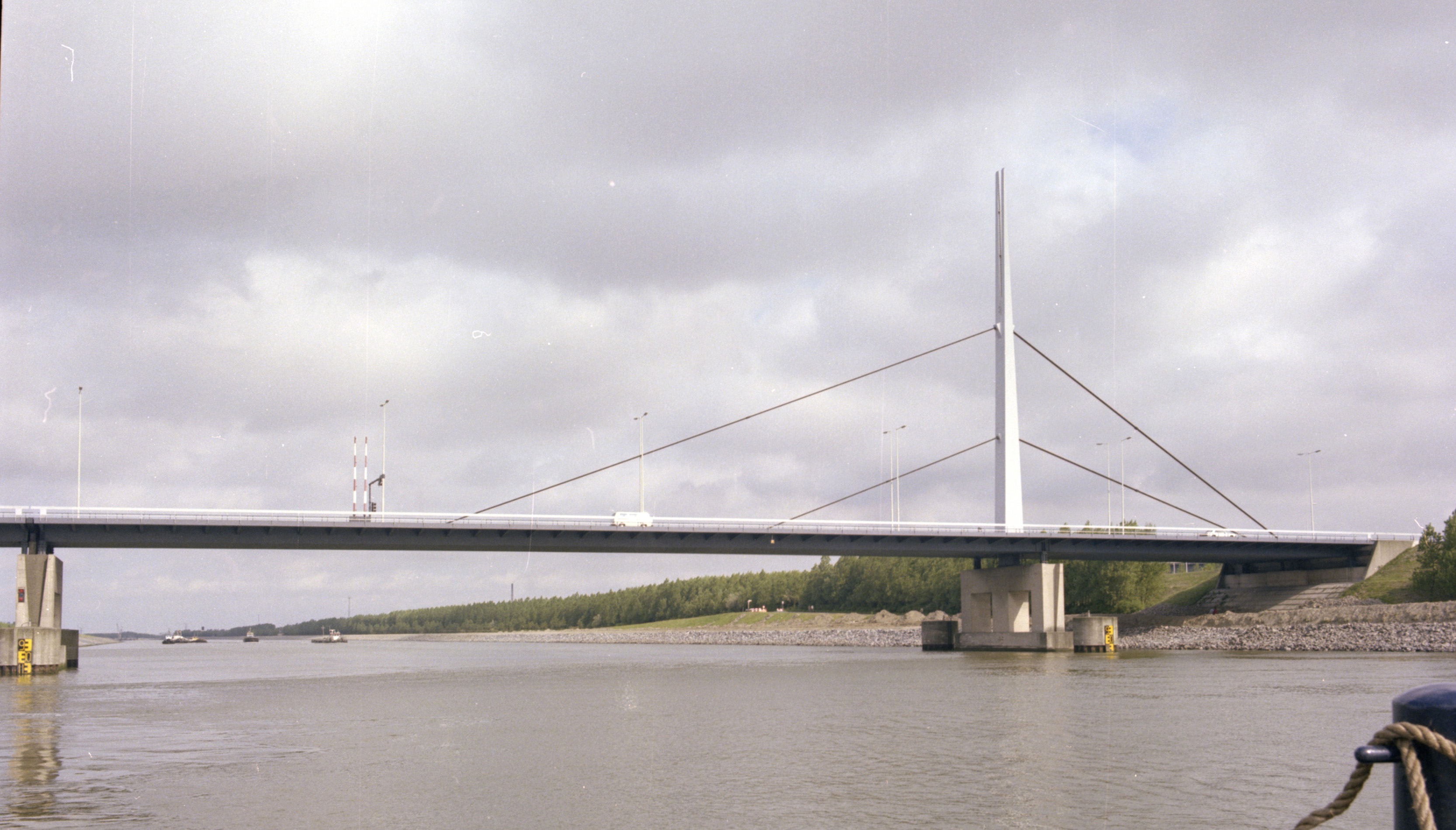
Die Schrägseilbrücke 1981

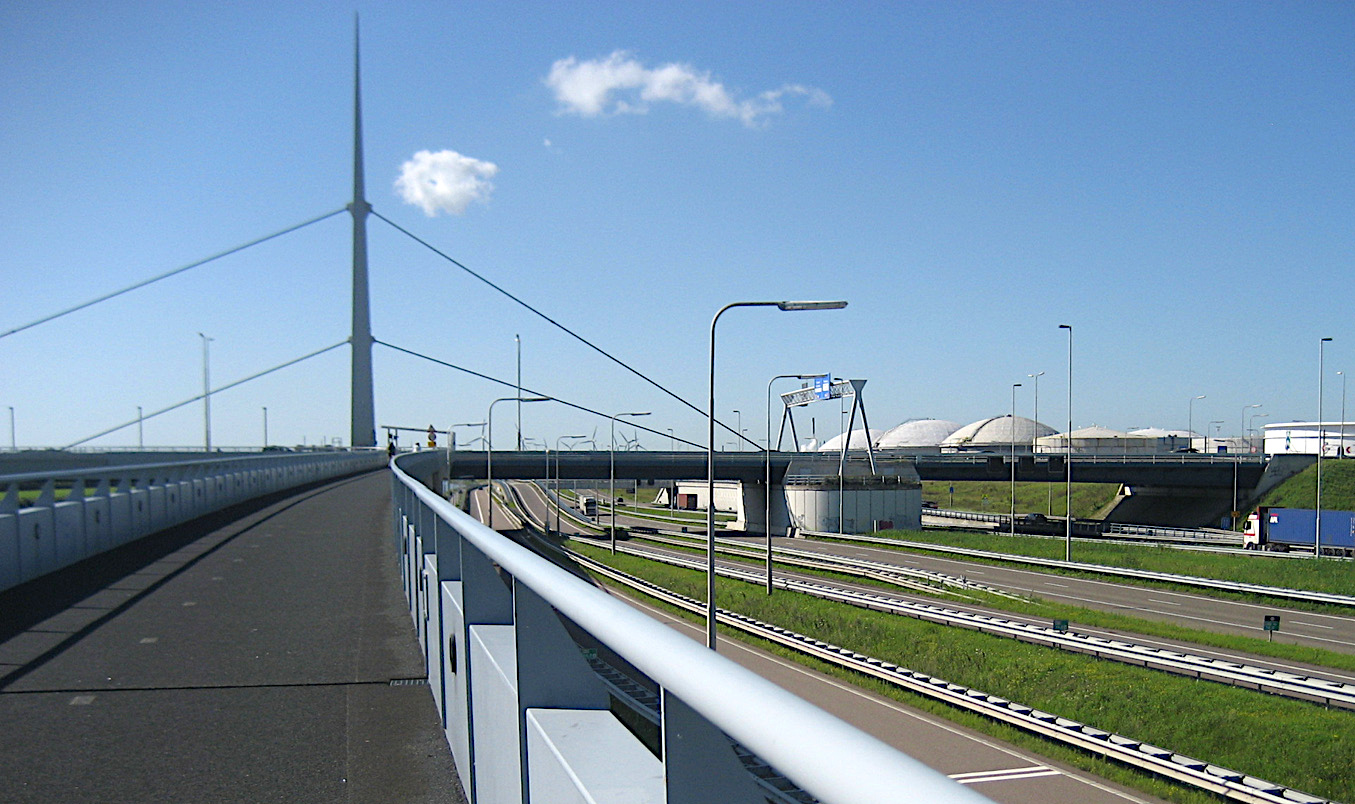
Zufahrtsrampe der Erweiterung für Radfahrer, rechts das ehemalige Widerlager der Schrägseilbrücke, seit 2003 freistehender Brückenpfeiler

Die etwa 280 m lange Harmsenbrug gliedert von Süd nach Nord in eine 44 m lange Balkenbrücke gefolgt von einer Klappbrücke mit 24 m Spannweite und einer Schrägseilbrücke von etwa 156 m Länge, die Spannweiten von 109 m und 47 m bildet. Daran schließt sich eine etwa 40 m lange Balkenbrücke aus dem Jahr 2003 an. Der Überbau ruht auf drei Strompfeilern und dem zum Brückenpfeiler umgebauten ehemaligen nördlichen Widerlager der Schrägseilbrücke sowie den beiden abschließenden Widerlagern.
Die einhüftige unsymmetrische Schrägseilbrücke hat einen 60 m hohen Pylon, der auf der Brückenachse über dem nördlichen Strompfeiler errichtet wurde. Das Brückendeck wird von 2 × 8 Stahlseilen von 7 cm Durchmesser getragen, die über Sättel im Pylon in 26 m und 40 m Höhe laufen. Der Pylon, der Fahrbahnträger der Schrägseilbrücke, die Klappbrücke und die äußeren Balkenbrücken sind als Stahlhohlkasten ausgeführt mit einer oben liegenden orthotropen Platte. Die Breite der Straßenbrücke vergrößert sich nach Norden hin im Bereich der Schrägseilbrücke von 17 m auf 27 m. Für die Binnenschifffahrt steht unterhalb der Schrägseilbrücke eine 103,5 m breite Öffnung mit einer lichten Höhe von 11,4 m zur Verfügung. Die Klappbrücke ist als einflügelige Zapfenbrücke ausgeführt und bietet eine 13,3 m breite Öffnung mit einer lichten Höhe im geschlossenen Zustand von 11,5 m.